# إيما جاكسون
إيما جاكسون (بالإنجليزية: Emma Jackson) هي تريثلت أسترالية، ولدت في 1991 في بريزبان في أستراليا.

## وصلات خارجية
- إيما جاكسون على موقع النتائج التاريخية لألعاب القوى الأسترالية (الإنجليزية)
- إيما جاكسون على موقع اتحاد الترياتلون الدولي (الإنجليزية)
- إيما جاكسون على موقع اللجنة الأولمبية الدولية (الإنجليزية)
- إيما جاكسون على موقع أوليمبيديا (الإنجليزية)
- إيما جاكسون على موقع اللجنة الأولمبية الأسترالية (الإنجليزية)
- إيما جاكسون على موقع دورة ألعاب الكومنولث 2014 (مؤرشف) (الإنجليزية)